# Jacqueline Boudon
Jacqueline Ester Boudon Quijada (Santiago de Chile, 1951) es una actriz, comediante, directora y pedagoga chilena, titulada de la Escuela de Teatro de la Universidad de Chile en 1977. Con estudios en la carrera de Instrucción Teatral (1970-1973) Universidad de Chile y titulada de profesora en la Universidad de Los Lagos (1994).
Es hija del destacado actor y comediante chileno Jorge Boudon (1921-2007). Actualmente es Presidenta de la Corporación Teatral de Chile (CORTECH).

## Cine
| 1998 | Gringuito                        |  |
| 1999 | El chacotero sentimental         |  |
| 2016 | Como bombo en fiesta             |  |
| 2021 | Un Loco Matrimonio en Cuarentena |  |

## Televisión

### Telenovelas
| Año  | Título                   | Personaje              | Canal       | Director               |
| ---- | ------------------------ | ---------------------- | ----------- | ---------------------- |
| 1982 | De cara al mañana        | Teresa                 | TVN         | Eduardo Ravani         |
| 1991 | Volver a empezar         | Madre Regina           | TVN         | Vicente Sabatini       |
| 1993 | Marrón Glacé             | Cocinera               | Canal 13    | Óscar Rodríguez        |
| 2002 | Purasangre               | Gilda Leiva            | TVN         | María Eugenia Rencoret |
| 2003 | Puertas adentro          | Jacqueline             | TVN         | Vicente Sabatini       |
| 2004 | Destinos cruzados        | Vendedora              | TVN         | María Eugenia Rencoret |
| 2006 | Entre medias             | Arrendataria de Silvia | TVN         | Óscar Rodríguez        |
| 2009 | Sin Anestesia            | Machi                  | Chilevisión | Patricio González      |
| 2010 | Manuel Rodríguez         | Berta                  | Chilevisión | Vicente Sabatini       |
| 2011 | La Doña                  | Partera                | Chilevisión | Vicente Sabatini       |
| 2013 | Socias                   | Elvira Tapia           | TVN         | Patricio González      |
| 2014 | Pituca sin lucas         | Sandra Del Carmen      | Mega        | Patricio González      |
| 2015 | Papá a la deriva         | Lucía Donoso           | Mega        | Felipe Arratia         |
| 2016 | Sres. papis              | Berta Mardones         | Mega        | Patricio González      |
| 2018 | Si yo fuera rico         | Abuela de Marisela     | Mega        | Víctor Huerta          |
| 2020 | 100 días para enamorarse | Raquel Soto            | Mega        | Enrique Bravo          |
| 2021 | Edificio corona          | Rosa Fuenzalida        | Mega        | Nicolás Alemparte      |
| 2023 | Como la vida misma       | Jovita Salas           | Mega        | Felipe Arratia         |
| 2023 | Dime con quién andas     | Jacqueline             | Chilevisión | Mauro Scandolari       |
| 2024 | Nuevo amores de mercado  | Transeúnte             | Mega        | Nicolás Alemparte      |
| 2025 | Aguas de oro             | Enriqueta              | Mega        | Patricio González      |

### Series
| Año  | Título                 | Personaje       | Canal       | Director           |
| ---- | ---------------------- | --------------- | ----------- | ------------------ |
| 1997 | Las historias de Sussi | Chiruja         | TVN         | Gonzalo Justiniano |
| 1998 | Los Cárcamo            | Enfermera       | Canal 13    | Óscar Rodríguez    |
| 2007 | Casado con hijos       | Tía Clota       | Mega        | Diego Rougier      |
| 2009 | Mi bella Genio         | Sargento Godoy  | TVN         | Andrés Lagos       |
| 2012 | Infieles               | Teresa Azeca    | Chilevisión | Jordi Bachs        |
| 2016 | Código rosa            |                 | Mega        |                    |
| 2017 | Vidas en riesgo        | Violeta Donoso  | Chilevisión | Víctor Vidangossy  |
| 2019 | Los Espookys           | Paciente dental | HBO         |                    |
| 2022 | Paola y Miguelito      | Rebeca          | Mega        |                    |

### Programas de televisión
- Sábados Gigantes («Las apariencias engañan» con Jorge Boudon)
- Venga conmigo (1995)
- Morandé con Compañía (2004-2005)
- Teatro en Chilevisión (2005)